# 白鳥大内インターチェンジ
白鳥大内インターチェンジ（しろとりおおちインターチェンジ）は、香川県東かがわ市にある高松自動車道のインターチェンジ。

## 道路
- E11 高松自動車道（10番）

直接接続
- 香川県道41号大内白鳥インター線

間接接続
- 国道11号

## 料金所

### 入口
- ブース数:1
  - ETC・一般:1

### 出口
- ブース数:2
  - ETC専用:1
  - 一般:1

## 隣
E11 高松自動車道
(9)引田IC -  (10) 白鳥大内IC  - (11)津田東IC